# Tylen Jacob Williams
Pour les articles homonymes, voir Williams.
 (décembre 2020).
Si vous disposez d'ouvrages ou d'articles de référence ou si vous connaissez des sites web de qualité traitant du thème abordé ici, merci de compléter l'article en donnant les références utiles à sa vérifiabilité et en les liant à la section « Notes et références ».
Tylen Jacob Williams, né le 8 décembre 2001 est un acteur américain. 
Il est connu pour son rôle de James Phillips dans la série télévisée comique de Nickelodeon L'Apprentie Maman (Instant Mom).

## Biographie
Tylen Williams est né dans le comté de Westchester, New York. Sa mère, Angela Williams, est auteur-compositeur-interprète et son père, Le'Roy Williams, est sergent de police. Williams a également deux frères aînés, Tyler James Williams et Tyrel Jackson Williams, tous deux également acteurs. 
Il a commencé à jouer à l'âge de quatre ans en tant que version plus jeune de Drew de la série télévisée Tout le monde déteste Chris (Everybody Hates Chris). Il est également apparu dans des émissions de télévision telles que Without a Trace et Parks and Recreation. 
En 2013, Tylen Williams a été choisi pour interpréter le rôle de James Phillips, le farceur de la famille, dans la série L'Apprentie Maman (Instant Mom). En 2017, il a interprété Jordan Cavanaugh, le fils du détective Tommy Cavanaugh dans Wisdom of the Crowd (saison 1 épisode 7).

## Filmographie
- 2005 : Tout le monde déteste Chris
- 2006 : Sans trace
- 2012 : Parks and Recreation Charlie
- 2012 : Tyrel Jackson Williams
- 2013 : Teens Wanna Know Himself
- 2013–2015 : Instant Mom
- 2014 Webheads : Lui-même
- 2015 : Un enfant à la fois, un match de football de célébrités
- 2015 : Jake and the Never Land Pirates
- 2017 : Jordan Cavanaugh